# Exetastes pallidus
Exetastes pallidus là một loài tò vò trong họ Ichneumonidae.